# Jordanus Nemorarius
Jordanus Nemorarius, anche noto come Jordanus de Nemore o Giordano di Nemi (1225 – 1260), è stato un matematico e astronomo italiano.
La sua opera ebbe grande influenza nel Medioevo e Rinascimento anche se è ora meno nota.
Egli scrisse trattati su almeno 6 diversi importanti soggetti matematici: la scienza dei pesi; trattati su algorismi di aritmetica pratica; aritmetica pura; algebra; geometria e proiezioni stereografiche. Gran parte di questi trattati si trova in numerose versioni di riscrittura dal medioevo. Non si sa nulla sulla sua persona, a parte la data approssimativa delle sue opere.

## Biografia
Non vi sono dati biografici che riguardino Jordanus de Nemore. Citato nei primi manoscritti semplicemente come "Jordanus", gli fu successivamente affibbiato il soprannome de Nemore, che potrebbe voler dire "di Nemi", ma anche "della foresta". Durante il Rinascimento fu citato spesso come "Jordanus Nemorarius", una forma impropria.
Una voce di un catalogo manoscritto del XIX secolo della Sächsische Landesbibliothek di Dresda fa pensare che Giordano abbia insegnato presso l'Università di Tolosa, ma il testo in questione non fu scritto da Giordano e questa possibile associazione è priva di fondamento. Una cronaca dei domenicani risalente al XIV secolo e scritta da Nicholas Trevet dice che il secondo Gran Maestro dell'Ordine dei Frati Predicatori, Giordano di Sassonia (†1237) ha scritto due testi matematici con titoli simili a due testi di Jordanus de Nemore, ma quest'ultima affermazione è probabilmente dovuta a confusione da parte di Trivet, piuttosto che una prova d'identità. Giordano di Sassonia non usò mai il nome "de Nemore" e non gli sono attribuiti in altri testi scritti di matematica: in effetti egli fu lettore di teologia presso l'Università di Parigi. Questa identità, popolare presso alcuni nei secoli XIX e XX, è stata ormai abbandonata dai più.
Si presume che Giordano abbia operato nella prima parte del XIII secolo (o anche alla fine del XII) poiché le sue opere sono contenute in un indice, la Biblionomia di Richard de Fournival, compilato tra il 1246 e il 1260.

## Opere

### Meccanica:scientia de ponderibus(La scienza dei pesi)
La medievale "scienza dei pesi" (cioè la, meccanica) deve molto della sua importanza a Giordano. Nel suo Elementa super demonstrationem ponderum, egli introduce il concetto di gravità posizionale e l'uso di forze. Pierre Duhem (nel suo Origines de la statique, 1905) pensa che Giordano abbia introdotto considerazioni infinitesimali nella statica, nelle sue discussioni sullo spostamento "virtuale" (anche questa è un'interpretazione di Duhem) degli oggetti in equilibrio. Egli dimostra la legge della leva per mezzo del principio del lavoro. La De ratione ponderis prova anche le condizioni di equilibrio di pesi diversi su piani inclinati a differenti inclinazioni – molto prima che questo fosse ridimostrato da Simone Stevino e più tardi da Galileo.
L'Elementa super demonstrationem ponderum pare sia un'opera che può essere definitivamente ascritta a Giordano e la prima delle serie. Giordano utilizzò ciò che Joseph Brown ha chiamato "Estratto logico del Karaston" (un'intelligente sintesi delle conclusioni cui giunge Thābit ibn Qurra nel Liber karastonis) e ha creato un nuovo trattato (7 assiomi e 9 proposizioni) per stabilire le basi matematiche per le quattro proposizioni sulla scala romana dei pesi chiamata il Liber de canonio. Un iniziale commento su questo (che contiene una necessaria correzione alla proposizione 9) è il Corpus Christi Commentary.
Il Liber de ponderibus fonde i sette assiomi e le nove proposizioni degli Elementa alle quattro proposizioni del De canonio. Vi sono almeno due tradizioni di commenti al Liber de ponderibus che migliorano alcune dimostrazioni e integrano meglio le due fonti.
Il De ratione ponderis è una versione abilmente espansa (45 proposizioni) degli Elementa. Questo è usualmente ascritto a Giordano, ma più probabilmente è opera di un matematico ignoto poiché le citazioni di Giordano delle sue altre opere sono cancellate.
Collegato a questi trattati vi è un anonimo gruppo di commenti, ciascuno dei quali comincia con le parole Aliud commentum (e perciò è noto come Versione Aliud commentum). Questo commento sorpassa tutti gli altri, specialmente quelli sulla Proposizione 1.

### Trattati degliAlgorismi
Vi sono cinque trattati sugli algorismi in questa categoria, esaminati da Gustaf Eneström all'inizio del XX secolo, che trattano di aritmetica applicata.
Il Communis et consuetus (le sue parole di apertura) pare essere la prima forma dell'opera, strettamente connessa al più esteso Demonstratio de algorismo. Eneström era convinto che il Communis et consuetus fosse opera di Giordano.
L'ultimo Demonstratio de algorismo contiene 21 definizioni e 34 proposizioni. Questa è probabilmente l'ultima versione del Communis et consuetus, readatta da Giordano stesso o da qualche altro matematico del tredicesimo secolo.
Il Tractatus minutiarum sulle frazioni pare essere una seconda parte del Communis et consuetus – essi sono spesso trovati insieme nel manoscritto.
Il Demonstratio de minutiius è parimenti collegato al Demonstratio de algorismo e contiene ed amplia le proposizioni trovate nel Tractatus minutiarum – ancora una riedizione del testo originale.
L'Algorismus demonstratus è un'attribuzione spuria sebbene per lungo tempo questo argomento sia stato ascritto a Giordano.
Fino a quando Eneström non iniziò a sistemare i vari trattati, l'Algorismus demonstratus – da quando esso fu l'unico pubblicato (ed. Johannes Schöner, Norimberga, 1543) – fu il titolo sotto il quale erano raggruppati tutti i trattati.
Eneström riteneva improbabile comunque, che questa versione fosse opera di Giordano poiché non gli sono attribuiti manoscritti (se essi hanno un autore si tratta in genere del Magister Gernarus, o Gerhardus o Gernandus).
La prima parte di questo trattato (anche noto come Algorismus de integris) contiene definizioni, assiomi e 43 preposizioni. La seconda parte (l'Algorismus de minutiis) contiene definizioni e 42 proposizioni. Eneström mostra che a differenza dai trattati sugli algorismi di Giordano, l'Algorismus demonstratus è ancora strettamente legato a essi.

### Aritmetica: ilDe elementis arismetice artis

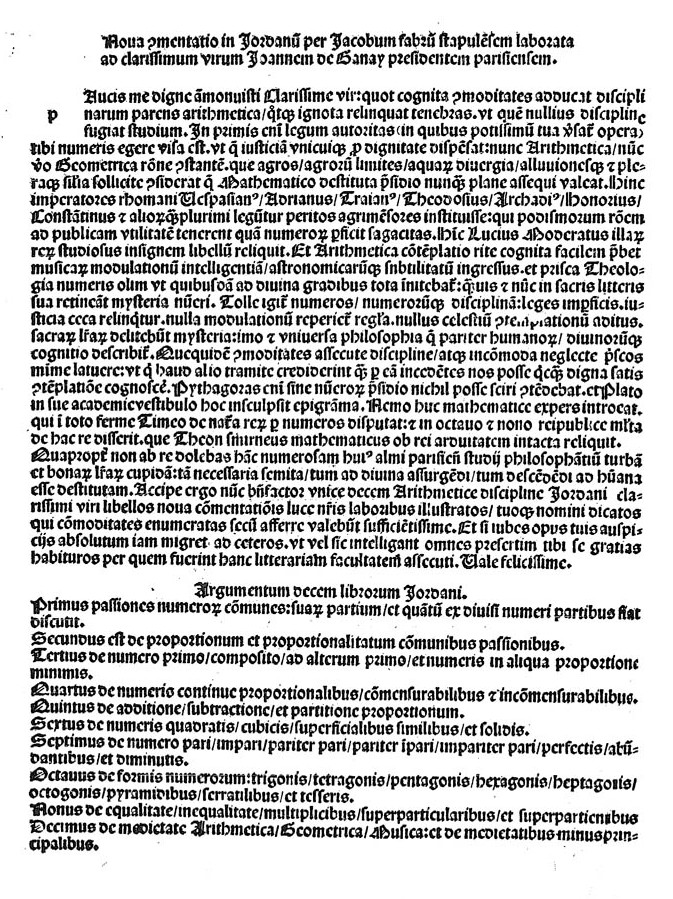
Demonstrationes in Arithmetica

Il trattato sull'aritmetica contiene oltre 400 proposizioni suddivise su tre libri. Vi sono tre versioni o edizioni in forma di manoscritto, la seconda con diverse o ampliate dimostrazioni di quelle presenti nella prima e un certo numero di proposizioni aggiunte alla fine; la terza versione inserisce le proposizioni aggiunte nella loro logica posizione nel testo e ancora cambia qualche dimostrazione. Lo scopo di Giordano era quello di scrivere un sommario di aritmetica completo, simile a quello che aveva fatto Euclide per la geometria.
Giordano raccolse e organizzò l'intero campo dell'aritmetica, basato sia sulle opere di Euclide che su quelle di Boezio. Definizioni, assiomi e postulati conducono al proposizioni con prove che sono talvolta abbozzate, lasciando al lettore il completamento dell'argomento. Qui anche Giordano usa lettere per rappresentare numeri, ma non sono dati esempi numerici del tipo trovato nel De numeris datis.

### Algebra: ilDe numeris datis
Il curatore di questo trattato di algebra, Barnabas Hughes, ha trovato due gruppi di manoscritti per questo testo, uno contenente 95 preposizioni, l'altro 113. Inoltre alcune delle preposizioni comuni hanno dimostrazioni diverse. Ci sono anche 4 sunti o revisioni in forma manoscritta.
Il De numeris datis di Giordano è stato il primo trattato di algebra avanzata compost nell'Europa occidentale, costruito sull'algebra elementare da traduzioni di fonti arabe del XII secolo. Esso anticipa di 350 anni l'introduzione dell'analisi algebrica di François Viète nel Rinascimento. Giordano usa un sistema simile a quello di Viète (sebbene poggiante su termini non simbolici) di formulare l'equazione (intendendo il problema in termini di che cosa è noto e che cosa deve essere trovato), di trasformare la equazione inizialmente data in una soluzione e l'introduzione di specifici numeri che soddisfano alle condizioni poste nel problema.

### Geometria:Liber philotegnie ilDe triangulis
Questa è geometria medievale nel suo meglio. Contiene proposizioni su tale argomento come i rapporti fra lati e angoli dei triangoli; la divisione di linee rette, triangoli e quadrangoli in differenti condizioni; il rapporto fra archi e segmenti piani nello stesso o in differenti cerchi; sezionare in tre parti un angolo; l'area del triangolo date le lunghezze dei lati; quadrare il cerchio.
Ancora abbiamo due versioni di questo testo: la più breve, e presumibilmente la prima edizione (il Liber philotegni Iordani de Nemore) e una versione più lunga (Liber de triangulis Iordani), che divide il testo in libri, riarrangia ed espande il libro 2 e aggiunge le proposizioni da 4-12 a 4-28. Quest'ultimo gruppo di 17 proposizioni circola anche separatamente. La versione più lunga potrebbe non essere di Giordano, ma essa era certamente completa per la fine del tredicesimo secolo.

### Proiezione stereografica:Demonstratio de plana spera
Il trattato di cinque proposizioni tratta vari aspetti della proiezione stereografica (usata negli astrolabi planisferici). La prima e storicamente più importante proposizione dimostra che in tutti i casi i cerchi sulla superficie di una sfera proiettati stereograficamente su un piano rimangono cerchi (o cerchi di raggio infinito, cioè linee rette). Benché questa proprietà fosse nota già molto prima di Giordano, non era mai stata dimostrata.
Vi sono tre versioni di questo trattato: il testo base, una seconda versione con un'introduzione e un testo ampliato e una terza, solo leggermente ampliata. L'introduzione è talvolta presente con le versioni 1 e 3, ma essa fu scritta ovviamente, in questi casi, da qualcun altro.

### Opere dubbie e spurie
Il De proportionibus (sui rapporti), l'Isoperimetra (su figure di eguale perimetro), le Demonstrationes pro astrolapsu (incisione sull'astrolabio), e il Pre-exercitamina (un breve esercizio introduttivo?) sono ascritti a Giordano con qualche dubbio. Un numero di altri testi, comprendenti un Liber de speculis e un Compositum astrolabii sono attribuzioni spurie.

### Finzione storica
Il libro Eresia Pura, di Adriano Petta è una fiction, basata su ricerche storiche, intorno alla vita di Giordano di Nemore. 

## Edizioni delle opere di Giordano
Molte opere di Giordano sono state pubblicate in edizioni critiche nel XX secolo.
1. Meccanica: I tre trattati principali e la versione Aliud commentum (latino e inglese) sono pubblicati in The Medieval Science of Weights, ed. Ernest A. Moody and Marshall Clagett (Madison: University of Wisconsin Press, 1952). I commenti si trovano inoltre in Joseph E. Brown, The ‘Scientia de ponderibus’ in the Later Middle Ages, PhD. Dissertation, University of Wisconsin, 1967. Il Liber de ponderibus e la versione Aliud commentum furono pubblicati da Pietro Apiano (= Peter Bienewitz) a Norimberga nel 1533; il De ratione ponderis fu pubblicato da Niccolò Tartaglia in Venezia nel 1565.
2. I trattati Algorismi: gli articoli di Gustaf Eneström, che contengono il testo latino delle introduzioni, definizioni e proposizioni, ma solo qualche dimostrazione, furono pubblicati in Biblioteca Mathematica, ser 3, vol. 7 (1906–07), 24-37; 8 (1907–08), 135-153; 13 (1912–13), 289-332; 14 (1913–14) 41-54 e 99-149.
3. Aritmetica (il De elementis arithmetice artis): Jacques Lefèvre d'Étaples (1455–1536) pubblicò una versione (con sue proprie dimostrazioni e commenti) a Parigi nel 1496 e ivi ristampata nel 1514. L'edizione moderna è: H. L. L. Busard, Jordanus de Nemore, De elementis arithmetice artis. A Medieval Treatise on Number Theory (Stoccarda: Franz Steiner Verlag, 1991), 2 parts.
4. Algebra (De numeris data): il testo fu pubblicato nel XIX secolo ma ora ne esiste un'edizione critica, Jordanus de Nemore, De numeris datis, ed. Barnabas B. Hughes (Berkeley: University of California Press, 1981).
5. Geometria: "De triangulis" fu pubblicato per la prima volta da M.Curtze in Mittheilungen des Copernicusvereins für Wissenschaft und Kunst Heft VI - Thorn, 1887. Vedi in Kujawsko-Pomorska Digital Library: http://kpbc.umk.pl/dlibra/docmetadata?id=39881. Più recentemente il Liber philotegni Iordani e il Liber de triangulis Iordani sono stati pubblicati in edizione critica e tradotti in:  Marshall Clagett, Archimedes in the Middle Ages (Philadelphia: American Philosophical Society, 1984), 5: 196-293 and 346-477, che è molto migliorato rispetto all'edizione di
6. Proiezione stereografica: il testo della terza versione del Demonstratio de plana spera e l'introduzione sono state pubblicate nel sedicesimo secolo – Basilea, 1536 e Venezia, 1558. Tutte le versioni sono edite e tradotte in: Ron B. Thomson, Jordanus de Nemore and the Mathematics of Astrolabes: De Plana Spera (Toronto: Pontifical Institute of Mediaeval Studies, 1978).